# Nothylemera neaera
Nothylemera neaera là một loài bướm đêm trong họ Geometridae.